# Le destin est maître (film, 1919)
Pour l’article homonyme, voir Le destin est maître.
Le destin est maître est un film français réalisé par Jean Kemm et sorti en 1919. Il est adapté de la pièce de théâtre Le destin est maître de Paul Hervieu.

## Fiche technique
Sauf indication contraire, les informations mentionnées dans cette section peuvent être confirmées par la base de données cinématographiques IMDb,  présente dans la section « Liens externes ».
- Réalisation : Jean Kemm

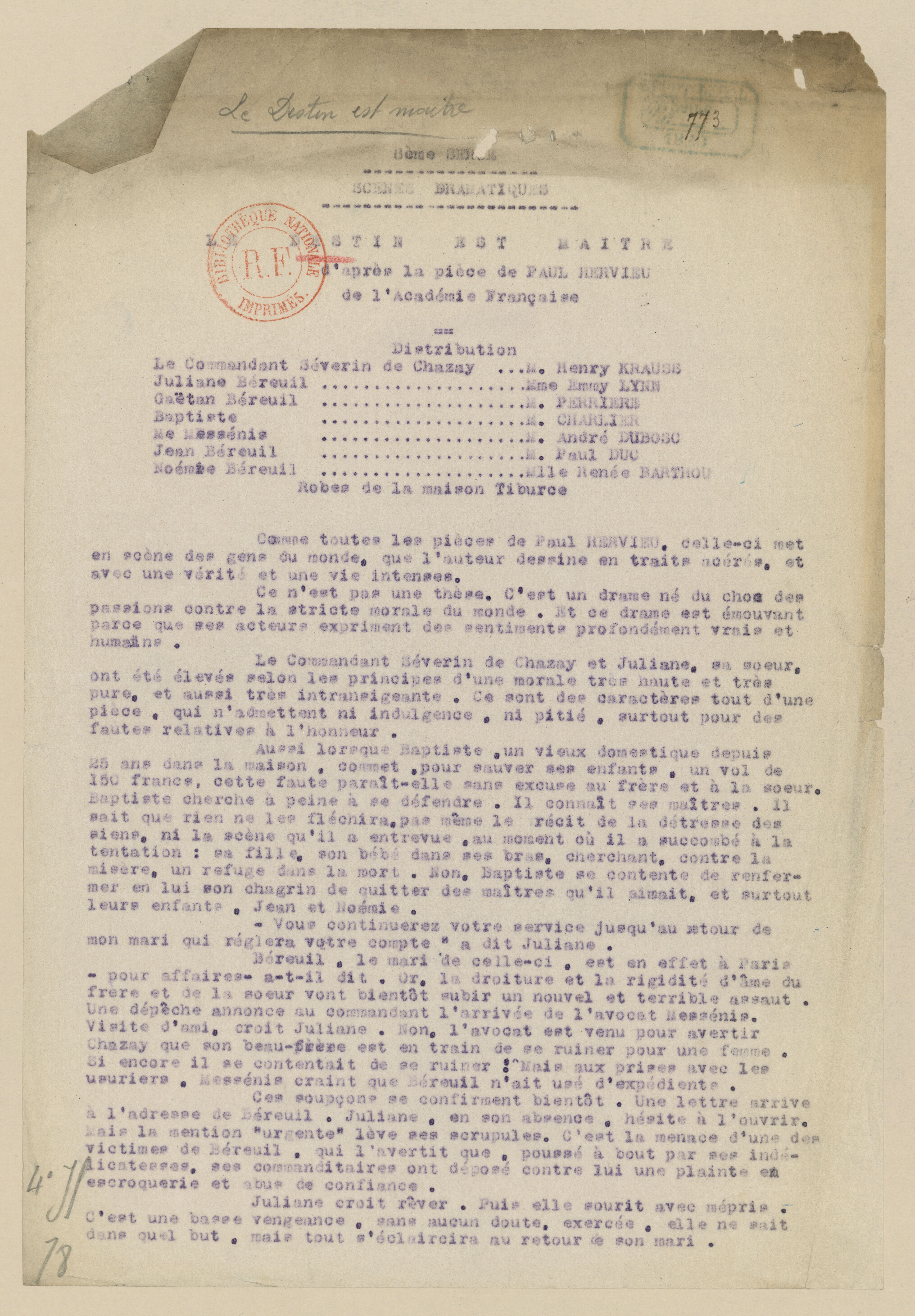
Le scénario original du film.

- Scénario : d'après la pièce de théâtre Le destin est maître de Paul Hervieu
- Photographie : Karémine Mérobian
- Durée : 44 minutes
- Date de sortie : 12 octobre 1919

## Distribution
- Henry Krauss : Séverin de Chazay
- Emmy Lynn : Juliane Béreuil
- Jean Peyrière : Gäetan Béreuil
- Renée Bartout : Noémie Béreuil
- André Dubosc : Messénis
- Max Charlier : Baptiste
- Paul Duc : Jean Béreuil